# Liste der römisch-katholischen Bischofskonferenzen
Diese Liste der römisch-katholischen Bischofskonferenzen enthält alle Bischofskonferenzen und Bischofssynoden sowie deren Vereinigungen innerhalb der römisch-katholischen Kirche.
Eine Übersicht aller Diözesen bietet die Liste der römisch-katholischen Diözesen.

## Allgemeines
In der katholischen Kirche bestehen verschiedene organisierte Zusammenkünfte von Bischöfen:
Auf der Ebene einer oder mehrerer Kirchen eigenen Rechts gibt es
- die Synode der Bischöfe (Synodus Episcoporum); das betrifft
  - die Gesamtkirche (vgl. cann. 342 ff. CIC)
  - 6 Patriarchatskirchen (cann. 102 ff. CCEO)
  - 4 großerzbischöfliche Kirchen (can. 152 CCEO)
- den Rat der Hierarchen (Consilium Hierarcharum); das betrifft
  - 5 Metropolitankirchen (cann. 164 ff. CCEO).

Auf der Ebene einer oder mehrerer Nationen gibt es
- 114 nationale bzw. internationale Bischofskonferenzen (Episcoporum conferentia; Schwerpunkt lateinkirchlich; cann. 447 ff. CIC)
- den Rat der katholischen Patriarchen des Ostens und 6 nationale Versammlungen von Hierarchen (Conventus Hierarcharum; Schwerpunkt ostkirchlich; can. 322 CCEO).

Zudem existieren 12 internationale Vereinigungen von Bischofskonferenzen sowie regionale Bischofskonferenzen.

## Bischofssynoden und Räte
| Bischofssynode / Rat                                           | Kirche                                    | Anmerkungen                                                        |
| -------------------------------------------------------------- | ----------------------------------------- | ------------------------------------------------------------------ |
| Bischofssynode                                                 |                                           |                                                                    |
| Bischofssynode                                                 | Römisch-katholische Kirche insgesamt      |                                                                    |
| Patriarchalsynoden (6)                                         |                                           |                                                                    |
| Bischofssynode der armenisch-katholischen Kirche               | Armenisch-katholische Kirche              |                                                                    |
| Bischofssynode der chaldäischen Kirche                         | Chaldäisch-katholische Kirche             |                                                                    |
| Bischofssynode der koptisch-katholischen Kirche                | Koptisch-katholische Kirche               |                                                                    |
| Bischofssynode der melkitischen griechisch-katholischen Kirche | Melkitische griechisch-katholische Kirche |                                                                    |
| Bischofssynode der syrisch-maronitischen Kirche                | Maronitische Kirche                       |                                                                    |
| Bischofssynode der syrisch-katholischen Kirche                 | Syrisch-katholische Kirche                |                                                                    |
| Großerzbischöfliche Synoden (4)                                |                                           |                                                                    |
| Bischofssynode der rumänisch-katholischen Kirche               | Rumänische griechisch-katholische Kirche  |                                                                    |
| Bischofssynode der syro-malabarischen Kirche                   | Syro-malabarische Kirche                  |                                                                    |
| Bischofssynode der syro-malankarischen Kirche                  | Syro-malankarische Kirche                 |                                                                    |
| Bischofssynode der ukrainisch-katholischen Kirche              | Ukrainische griechisch-katholische Kirche | einschließlich Apostolisches Exarchat Deutschland und Skandinavien |
| Räte (5)                                                       |                                           |                                                                    |
| Rat der äthiopischen Kirche                                    | Äthiopisch-katholische Kirche             |                                                                    |
| Rat der eritreischen Kirche                                    | Eritreisch-katholische Kirche             |                                                                    |
| Rat der ruthenischen Kirche                                    | Ruthenische griechisch-katholische Kirche |                                                                    |
| Rat der slowakischen Kirche                                    | Slowakische griechisch-katholische Kirche |                                                                    |
| Rat der ungarischen Kirche                                     | Ungarische griechisch-katholische Kirche  |                                                                    |

## Nationale und Internationale Bischofskonferenzen
| Bischofskonferenz                                                                     | Gebiet | Anmerkungen |
| ------------------------------------------------------------------------------------- | --- | --- |
| Westeuropa (14)                                                                       | | |
| Bischofskonferenz von Belgien                                                         | Belgien | |
| Deutsche Bischofskonferenz (DBK)                                                      | Deutschland | seit 1867, bis 1966 Fuldaer Bischofskonferenz; einschließlich Apostolisches Exarchat Deutschland und Skandinavien |
| Bischofskonferenz von England und Wales                                               | Europa: England, Wales, Gibraltar Südamerika: Falklandinseln | |
| Bischofskonferenz von Frankreich (CEF)                                                | Frankreich (das französische Mutterland inkl. Karibik: Guadeloupe, Saint-Barthélemy, Saint-Martin, Martinique; Südamerika: Französisch-Guayana; Südliches Afrika: Réunion, Mayotte sowie Nordamerika: Saint-Pierre und Miquelon (Bistum La Rochelle-Saintes)) | |
| Irische Bischofskonferenz                                                             | Irland und Nordirland | |
| Italienische Bischofskonferenz (CEI)                                                  | Italien, San Marino, Vatikanstadt | |
| Maltesische Bischofskonferenz                                                         | Malta | |
| Niederländische Bischofskonferenz                                                     | Niederlande | |
| Nordische Bischofskonferenz                                                           | Schweden, Dänemark (Europa: Dänemark, Färöer; Nordamerika: Grönland), Finnland, Island, Norwegen | |
| Österreichische Bischofskonferenz                                                     | Österreich | |
| Portugiesische Bischofskonferenz                                                      | Portugal | |
| Bischofskonferenz von Schottland                                                      | Schottland | |
| Schweizer Bischofskonferenz (SBK)                                                     | Schweiz | |
| Spanische Bischofskonferenz                                                           | Spanien | |
| Mittel-/Südost- und Osteuropa (17)                                                    | | |
| Bischofskonferenz von Albanien                                                        | Albanien | |
| Konferenz der Katholischen Bischöfe in Belarus                                        | Belarus | |
| Bischofskonferenz für Bosnien und Herzegowina (BKBiH)                                 | Bosnien und Herzegowina | |
| Interrituelle Bischofskonferenz in Bulgarien                                          | Bulgarien | |
| Bischofskonferenz der Römisch-katholischen Kirche in Griechenland                     | Griechenland | |
| Kroatische Bischofskonferenz                                                          | Kroatien | |
| Internationale Bischofskonferenz der Heiligen Kyrill und Method                       | Serbien, Kosovo, Montenegro, Nordmazedonien | |
| Lettische Bischofskonferenz                                                           | Lettland | |
| Litauische Bischofskonferenz (LVK)                                                    | Litauen | |
| Polnische Bischofskonferenz                                                           | Polen | |
| Rumänische Bischofskonferenz                                                          | Rumänien | |
| Konferenz der römisch-katholischen Bischöfe in Russland (CVCFR)                       | Russland | |
| Slowakische Bischofskonferenz (KBS)                                                   | Slowakei | |
| Slowenische Bischofskonferenz                                                         | Slowenien | |
| Tschechische Bischofskonferenz                                                        | Tschechien | |
| Ungarische Katholische Bischofskonferenz                                              | Ungarn | |
| Ukrainische Bischofskonferenz                                                         | Ukraine | Lateinische Kirche                                                                                                |
| Nordamerika (3)                                                                       | | |
| Kanadische Konferenz katholischer Bischöfe (CCCB/CÉCC)                                | Kanada | |
| Mexikanische Bischofskonferenz (CEM)                                                  | Mexiko | |
| US-amerikanische Konferenz katholischer Bischöfe (USCCB)                              | Vereinigte Staaten | |
| Karibik (5)                                                                           | | |
| Antillische Bischofskonferenz (AEC)                                                   | Karibik: Trinidad und Tobago, Amerikanische Jungferninseln, Anguilla, Antigua und Barbuda, Aruba, Bahamas, Barbados, Bonaire, Sint Eustatius, Britische Jungferninseln, Cayman Islands, Curaçao, Dominica, Grenada, Guadeloupe, Jamaika, Martinique, Montserrat, Saba, Saint-Barthélemy, St. Kitts und Nevis, St. Lucia, Saint-Martin, St. Vincent und die Grenadinen, Sint Maarten, Turks- und Caicosinseln Zentralamerika: Belize Nordamerika: Bermuda Südamerika: Französisch-Guayana, Guyana, Suriname | |
| Dominikanische Bischofskonferenz (CED)                                                | Dominikanische Republik | |
| Bischofskonferenz von Haiti (CEH)                                                     | Haiti | |
| Konferenz katholischer Bischöfe von Kuba (COCC)                                       | Kuba | |
| Puerto-ricanische Bischofskonferenz (CEP)                                             | Puerto Rico | |
| Zentralamerika (6)                                                                    | | |
| Bischofskonferenz von Costa Rica (CECOR)                                              | Costa Rica | |
| Bischofskonferenz von El Salvador (CEDES)                                             | El Salvador | |
| Bischofskonferenz von Guatemala (CEG)                                                 | Guatemala | |
| Bischofskonferenz von Honduras (CEH)                                                  | Honduras | |
| Bischofskonferenz von Nicaragua (CEN)                                                 | Nicaragua | |
| Bischofskonferenz von Panama (CEP)                                                    | Panama | |
| Südamerika (10)                                                                       | | |
| Argentinische Bischofskonferenz (CEA)                                                 | Argentinien | |
| Bolivianische Bischofskonferenz (CEB)                                                 | Bolivien | |
| Nationale Konferenz der Bischöfe Brasiliens (CNBB)                                    | Brasilien | |
| Bischofskonferenz von Chile (CECH)                                                    | Chile | |
| Ecuadorianische Bischofskonferenz                                                     | Ecuador | |
| Bischofskonferenz von Kolumbien (CEC)                                                 | Kolumbien | |
| Paraguayische Bischofskonferenz (CEP)                                                 | Paraguay | |
| Peruanische Bischofskonferenz                                                         | Peru | |
| Bischofskonferenz von Uruguay (CEU)                                                   | Uruguay | |
| Venezolanische Bischofskonferenz (CEV)                                                | Venezuela | |
| Süd- und Ostasien (16)                                                                | | |
| Katholische Bischofskonferenz von Bangladesch (CBCB)                                  | Bangladesch | |
| Konferenz katholischer Bischöfe von Indien (CCBI)                                     | Indien | Bangalore; nur lateinische Kirche                                                                                 |
| Katholische Bischofskonferenz von Indien (CBCI)                                       | Indien | Neu-Delhi |
| Indonesische Bischofskonferenz (KWI)                                                  | Indonesien | |
| Katholische Bischofskonferenz von Japan                                               | Japan | |
| Bischofskonferenz von Laos und Kambodscha                                             | Kambodscha und Laos | |
| Katholische Bischofskonferenz von Korea                                               | Südkorea und Nordkorea | |
| Katholische Bischofskonferenz von Malaysia, Singapur und Brunei (BCMSB)               | Malaysia, Singapur und Brunei | |
| Katholische Bischofskonferenz von Myanmar (MCBC)                                      | Myanmar | |
| Pakistanische katholische Bischofskonferenz (PCBC)                                    | Pakistan | |
| Katholische Bischofskonferenz der Philippinen (CBCP)                                  | Philippinen | |
| Katholische Bischofskonferenz von Sri Lanka                                           | Sri Lanka | |
| Katholische taiwanische regionale Bischofskonferenz                                   | Taiwan | |
| Thailändische Bischofskonferenz                                                       | Thailand | |
| Timoresische Bischofskonferenz (CET)                                                  | Osttimor | |
| Vietnamesische Bischofskonferenz                                                      | Vietnam | |
| Zentral- und Südwestasien, Nord- und Ostafrika (4)                                    | | |
| Konferenz der lateinischen Bischöfe der arabischen Regionen (CELRA)                   | Südwestasien: Israel, Bahrain, Irak, Jemen, Jordanien, Katar, Kuwait, Libanon, Oman, Palästina, Saudi-Arabien, Syrien, Vereinigte Arabische Emirate, Zypern Nordafrika: Ägypten Ostafrika: Dschibuti, Somalia | nur lateinische Kirche                                                                                            |
| Iranische Bischofskonferenz                                                           | Iran | Versammlung |
| Bischofskonferenz von Zentralasien                                                    | Zentralasien: Kasachstan, Kirgisistan, Tadschikistan, Turkmenistan, Usbekistan, Afghanistan Ostasien: Mongolei Südwestasien: Aserbaidschan | |
| Bischofskonferenz der Türkei                                                          | Türkei | |
| Ozeanien (4)                                                                          | | |
| Australische Bischofskonferenz                                                        | Australien | |
| Neuseeländische Bischofskonferenz                                                     | Neuseeland | |
| Katholische Bischofskonferenz von Papua-Neuguinea und den Salomoninseln               | Papua-Neuguinea und Salomonen | |
| Bischofskonferenz des Pazifik (CEPAC)                                                 | Fidschi, Amerikanisch-Samoa, Cookinseln, Französisch-Polynesien, Guam, Kiribati, Marshallinseln, Föderierte Staaten von Mikronesien, Neukaledonien, Nördliche Marianen, Samoa, Tonga, Tuvalu, Vanuatu, Wallis und Futuna | |
| Nord- und Westafrika (12)                                                             | | |
| Regionale Bischofskonferenz von Nordafrika (CERNA)                                    | Marokko, Algerien, Tunesien, Libyen, Westsahara | |
| Bischofskonferenz von Benin                                                           | Benin | |
| Bischofskonferenz von Burkina Faso und Niger                                          | Burkina Faso, Niger | |
| Bischofskonferenz der Elfenbeinküste                                                  | Elfenbeinküste | |
| Interterritoriale katholische Bischofskonferenz von Gambia und Sierra Leone (ITCABIC) | Gambia, Sierra Leone | |
| Ghanaische Bischofskonferenz                                                          | Ghana | |
| Bischofskonferenz von Guinea                                                          | Guinea | |
| Katholische Bischofskonferenz von Liberia                                             | Liberia | |
| Bischofskonferenz von Mali                                                            | Mali | |
| Katholische Bischofskonferenz von Nigeria                                             | Nigeria | |
| Bischofskonferenz von Senegal, Mauretanien, Kap Verde und Guinea-Bissau               | Senegal, Mauretanien, Kap Verde, Guinea-Bissau | |
| Bischofskonferenz von Togo                                                            | Togo | |
| Ostafrika (7)                                                                         | | |
| Interritual Episcopal Conference of Ethiopia                                          | Äthiopien | |
| Kenianische Konferenz katholischer Bischöfe (KCCB)                                    | Kenia | |
| Bischofskonferenz von Malawi                                                          | Malawi | |
| Sambische Bischofskonferenz                                                           | Sambia | |
| Sudanesische katholische Bischofskonferenz (SCBC)                                     | Sudan und Südsudan | |
| Tansanische Bischofskonferenz (TEC)                                                   | Tansania | |
| Ugandische Bischofskonferenz                                                          | Uganda | |
| Zentralafrika (9)                                                                     | | |
| Bischofskonferenz von Äquatorialguinea                                                | Äquatorialguinea | |
| Bischofskonferenz von Burundi (CECAB)                                                 | Burundi | |
| Bischofskonferenz von Gabun                                                           | Gabun | |
| Nationale Bischofskonferenz von Kamerun (CENC)                                        | Kamerun | |
| Bischofskonferenz des Kongo                                                           | Republik Kongo | |
| Nationale Bischofskonferenz des Kongo (CENCO)                                         | Demokratische Republik Kongo | |
| Bischofskonferenz von Ruanda (CEpR)                                                   | Ruanda | |
| Bischofskonferenz des Tschad                                                          | Tschad | |
| Zentralafrikanische Bischofskonferenz (CECA)                                          | Zentralafrikanische Republik | |
| Südliches Afrika (8)                                                                  | | |
| Bischofskonferenz von Angola und São Tomé (CEAST)                                     | Angola, São Tomé und Príncipe | |
| Bischofskonferenz des Indischen Ozeans (CEDOI)                                        | Komoren, Mayotte, Mauritius, Réunion, Seychellen | |
| Lesothische katholische Bischofskonferenz                                             | Lesotho | |
| Bischofskonferenz von Madagaskar (CEM)                                                | Madagaskar | |
| Bischofskonferenz von Mosambik (CEM)                                                  | Mosambik | |
| Namibische katholische Bischofskonferenz (NCBC)                                       | Namibia | |
| Simbabwische katholische Bischofskonferenz (ZCBC)                                     | Simbabwe | |
| Südafrikanische katholische Bischofskonferenz (SACBC)                                 | Südafrika, Botswana, Eswatini | |

## Versammlungen der Ordinarien (5)
| Versammlung                                                              | Gebiet                               | Anmerkungen |
| ------------------------------------------------------------------------ | ------------------------------------ | ----------- |
| Versammlung der katholischen Ordinarien des Heiligen Landes (ACOHL)      | Israel, Jordanien, Palästina, Zypern | aocts.org   |
| Versammlung der katholischen Hierarchie Ägyptens (AHCE)                  | Ägypten                              |             |
| Versammlung der katholischen Bischöfe im Irak                            | Irak                                 |             |
| Versammlung der katholischen Patriarchen und Bischöfe im Libanon (APECL) | Libanon                              | apecl.org   |
| Versammlung der katholischen Hierarchie Syriens (AHCS)                   | Syrien                               |             |

## Vereinigungen von Bischofskonferenzen (13)
| Vereinigung                                                               | Umfang | Anmerkungen                                    |
| ------------------------------------------------------------------------- | --- | ---------------------------------------------- |
| Rat der katholischen Patriarchen des Ostens (CPCO)                        | die 6 ostkirchlichen Patriarchate (Maronitisches Patriarchat von Antiochien, Melkitisches Patriarchat von Antiochien, Patriarchat von Alexandrien und der Kopten, Patriarchat von Bagdad, Patriarchat von Kilikien und Syrisch-katholisches Patriarchat von Antiochia) sowie das Lateinische Patriarchat von Jerusalem ( Libanon, Ägypten, Irak, Israel, Palästina, Syrien) | 7 Mitglieder                                   |
| Rat der europäischen Bischofskonferenzen (CCEE)                           | Westeuropa, Osteuropa, Bischofskonferenz der Türkei, Bischofssynode der ukrainisch-katholischen Kirche, Bistum Tallinn, Erzbistum Luxemburg, Erzbistum Monaco, Eparchie Mukatschewe, Erzeparchie Zypern | 39 Mitglieder                                  |
| Kommission der Bischofskonferenzen der Europäischen Gemeinschaft (COMECE) | Westeuropa ohne Erzbistum Monaco; Osteuropa ohne Albanien, Belarus, Bosnien, Moldau, Russland, Ukraine auch ohne Bischofssynode der ukrainisch-katholischen Kirche; dazu Bistum Tallinn, Erzbistum Luxemburg, Erzeparchie Zypern | 25 Vollmitglieder und 4 assoziierte Mitglieder |
| Lateinamerikanischer Bischofsrat (CELAM)                                  | Mexiko, Karibik, Zentralamerika, Südamerika | seit 1955; 22 Mitglieder                       |
| Sekretariat der Bischöfe von Zentralamerika und Panama (SEDAC)            | Zentralamerika mit Bistum Belize City-Belmopan | 7 Mitglieder                                   |
| Föderation der Bischofskonferenzen in Asien (FABC)                        | Süd- und Ostasien, Bischofssynode der syro-malabarischen Kirche, Bischofssynode der syro-malankarischen Kirche | 19 Vollmitglieder und 3 assoziierte Mitglieder |
| Bund der katholischen Bischofskonferenzen in Ozeanien (FCBCO)             | Ozeanien | 4 Mitglieder                                   |
| Regionale Bischofskonferenz Westafrikas (RECOWA)                          | Westafrika | 11 Mitglieder                                  |
| Vereinigung der Bischofskonferenzen Ostafrikas (AMECEA)                   | Ostafrika; Bistum Dschibuti, Bistum Mogadischu | 8 Vollmitglieder und 2 assoziierte Mitglieder  |
| Vereinigung der zentralafrikanischen Bischofskonferenzen (ACEAC)          | Demokratische Republik Kongo, Burundi, Ruanda | 3 Mitglieder                                   |
| Vereinigung der Bischofskonferenzen der Region Zentralafrika (ACERAC)     | Republik Kongo, Äquatorialguinea, Gabun, Kamerun, Tschad, Zentralafrikanische Republik | 6 Mitglieder                                   |
| Treffen der Bischöfe in Südafrika (IMBISA)                                | Südliches Afrika ohne Indischen Ozean und Madagaskar | 6 Mitglieder                                   |
| Symposium der Bischofskonferenzen von Afrika und Madagaskar (SECAM)       | AHCE, CERNA, RECOWA, AMECEA, ACEAC, ACERAC, IMBISA, CEDOI, Madagaskar | 9 Mitglieder                                   |

## Regionale Bischofskonferenzen
| Bischofskonferenz            | Gebiet                          | Anmerkungen                                                                                        |
| ---------------------------- | ------------------------------- | -------------------------------------------------------------------------------------------------- |
| Freisinger Bischofskonferenz | Bayern                          | seit 1848                                                                                          |
| Berliner Bischofskonferenz   | Deutsche Demokratische Republik | bestand 1976 bis 1990 aus pastoraler Notwendigkeit, nicht aus Anerkennung der Teilung Deutschlands |